# 피시볼 작전

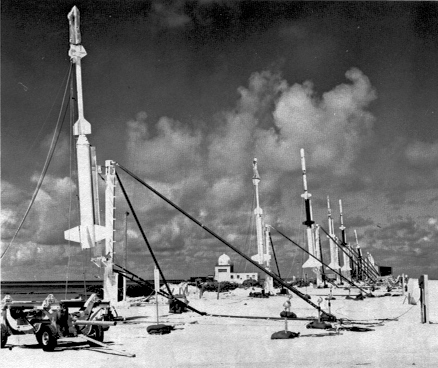
존스턴섬에서 고고도 핵실험의 과학적 측정을 위한 장비를 장착한 관측 로켓들의 발사 준비

피시볼 작전(영어: Operation Fishbowl)은 1962년 미국이 더 큰 도미닉 핵실험 프로그램의 일환으로 수행한 고고도 핵실험 시리즈이다.

## 서론
피시볼 작전 핵실험은 원래 1962년 상반기 중에 블루길, 스타피시, 우라카라는 이름의 세 가지 실험으로 완료될 예정이었다.
첫 번째 실험 시도는 6월까지 지연되었다. 피시볼 작전과 이 지역의 다른 많은 핵실험 계획은 1961년 8월 30일 소련이 3년간의 핵실험 유예를 끝내겠다고 갑작스럽게 발표한 것에 대한 반응으로 빠르게 시작되었다. 매우 복잡한 작전의 급속한 계획은 프로젝트가 진행됨에 따라 많은 변화를 필요로 했다.
모든 실험은 적도 북쪽 태평양의 존스턴섬에서 미사일로 발사될 예정이었다. 존스턴섬은 이미 태평양 실험장의 다른 위치가 아닌 미국 고고도 핵실험의 발사 기지로 확립되어 있었다. 1958년, 당시 미국 원자력위원회 위원장이었던 루이스 스트로스는 이전 태평양 핵실험에 사용되었던 장소에서 고고도 실험을 하는 것에 반대했다. 그의 반대는 야간 고고도 폭발의 섬광이 인근 섬에 거주하는 민간인을 실명시킬 수 있다는 우려 때문이었다. 존스턴섬은 다른 잠재적 실험 장소보다 인구 밀집 지역에서 더 멀리 떨어진 외딴 곳이었다. 하와이 제도 주민들을 밝은 핵 섬광으로 인한 섬광 실명 또는 영구적인 망막 손상으로부터 보호하기 위해, 피시볼 작전의 핵미사일은 일반적으로 존스턴섬 남서쪽을 향해 발사되어 폭발이 하와이에서 더 멀리 떨어지도록 했다.

우라카는 매우 높은 고도(1000km 이상)에서 약 1메가톤의 위력을 가진 실험이 될 예정이었다. 제안된 우라카 실험은 특히 아래에서 설명하는 스타피시 프라임 폭발로 인한 위성 피해 이후 항상 논란이 많았다. 우라카는 결국 취소되었고, 아래에서 설명하는 1962년 7월 25일 블루길 프라임 재난 이후 82일간의 작전 중단 기간 동안 피시볼 작전 계획에 대한 광범위한 재평가가 이루어졌다.
킹피시라는 실험은 피시볼 작전 계획의 초기 단계에서 추가되었다. 낮은 위력의 두 가지 실험인 체크메이트와 타이트로프도 프로젝트 중에 추가되어, 피시볼 작전의 최종 실험 수는 5개가 되었다. 부분적 핵실험 금지 조약이 곧 발효되었기 때문에 타이트로프는 미국이 실시한 마지막 대기권 핵실험이었다.

## 연구 방향
미국은 1958년에 6번의 고고도 핵실험을 완료했지만, 그 해의 고고도 실험은 여러 질문을 제기했다. 피시볼 시리즈의 첫 성공적인 실험에 대한 미국 정부 보고서 ADA955694에 따르면, "이전의 고고도 핵실험인 티크, 오렌지, 유카 및 세 번의 아거스 실험은 장비가 제대로 갖춰지지 않고 급하게 수행되었다. 적은 데이터를 철저히 연구했음에도 불구하고, 이 폭발에 대한 현재 모델은 개략적이고 잠정적이다. 이 모델들은 다른 고도와 위력으로 어떤 확신을 가지고 외삽하기에는 너무 불확실하다. 따라서 더 나은 계측뿐만 아니라 다양한 고도와 위력을 포괄하는 추가 실험에 대한 강력한 필요성이 있다."
특히 더 자세한 조사가 필요한 세 가지 현상이 있었다.
1. 고고도 핵폭발에 의해 생성된 전자기 펄스는 지표면에 가까운 핵폭발에 의해 생성된 전자기 펄스와 매우 중요한 차이를 보이는 것으로 나타났다.
2. 고고도 핵폭발과 관련된 오로라, 특히 폭발 지점에서 멀리 떨어진 반대편 반구에서 거의 즉시 나타나는 오로라는 명확하게 이해되지 않았다. 오로라 현상이 나타나는 영역을 연결하는 자기장 선을 따라 처음 생성되는 가능한 방사선대의 특성도 잘 이해되지 않았다.
3. 무선 통신의 두절 영역은 가능한 핵폭발 기간 동안 군사 작전에 매우 중요할 정보이기 때문에 훨씬 더 자세히 이해되어야 했다.

피시볼 실험은 계획된 폭발 주변의 넓은 지역과 남반구의 사모아 제도 지역, 이 실험에서 남쪽 켤레 영역으로 알려진 지역에 위치한 다수의 지상 및 항공 기반 관측소에서 모니터링되었다. 존스턴섬은 북반구에 있었고, 모든 계획된 피시볼 작전 핵폭발 위치도 그러했다. 이전의 고고도 실험과 1950년대 후반에 수행된 이론적 작업을 통해 고고도 핵실험이 지자기장의 자기장 선의 반대쪽 끝에서 여러 고유한 지구 물리학적 현상을 일으킨다는 것이 알려져 있었다.

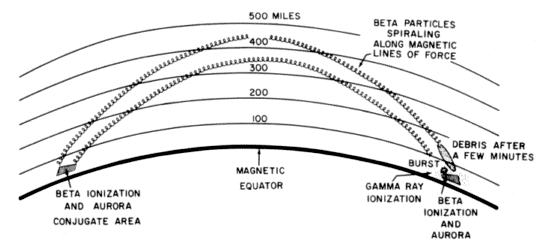
자기 켤레 영역 설명

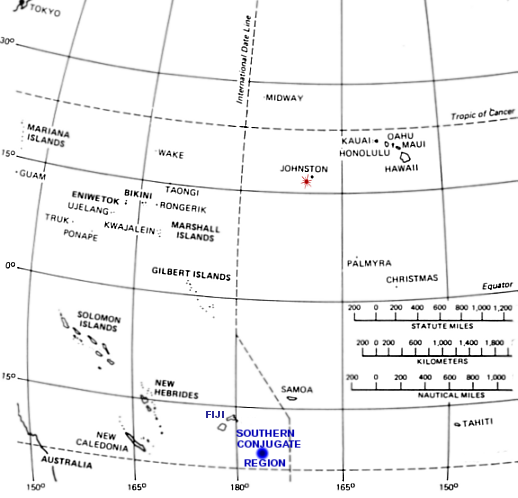
존스턴섬 남서쪽의 붉은 폭발은 피시볼 작전 실험의 전형적인 폭발 지점을 나타내며, 피지 남동쪽의 파란색 원형 지점은 추가 오로라가 예상되었고 실제로 관측된 남쪽 자기 켤레 영역을 나타낸다. 지구의 자기장 선이 지리적으로 남북 방향으로 뻗어 있지 않기 때문에 남쪽 켤레 영역은 폭발 지점에서 직접 남쪽에 있지 않다. 또한, 이 지역의 지구 자기 적도는 지리적 적도보다 약간 남쪽에 있다. 폭발 지점과 남쪽 켤레 영역은 원래 블루길 실험을 위한 손으로 그린 계획 지도였던 계획 보고서 ADA469481의 그림 3에서 가져왔다. 여기에 표시된 지도는 실제로 스타피시 프라임의 폭발 지점과 남쪽 켤레 지점을 나타낸다. 첫 번째 블루길 실험은 실패했고, 성공적인 블루길 트리플 프라임 실험은 존스턴섬에 더 가까운 지점에서 폭발했다.

미국 국방부의 핵무기 효과에 대한 표준 참고서에 따르면, "1958년과 1962년에 존스턴섬 인근에서 수행된 고고도 실험의 경우, 전하를 띤 입자는 북반구의 존스턴섬과 주요 하와이 제도 사이에서 대기로 진입했으며, 반면 켤레 영역은 사모아, 피지, 통가 제도 인근에 있었다. 핵폭발 지역 외에 이 지역들에서 실제로 오로라가 관측되었다."
베타 입자는 핵폭발에서 방출되는 전하를 띤 입자(보통 음전하를 띰)이다. 이 입자들은 지구 자기장의 자기장 선을 따라 나선형으로 이동한다. 핵폭발은 또한 더 무거운 잔해 이온을 방출하며, 이 이온들도 전하를 띠고 지구 자기장 선을 따라 나선형으로 이동한다.
지구 자기장 선은 지구 위로 높이 아치형을 그리며 반대편 반구의 자기 켤레 영역에 도달한다.
국방부 핵무기 효과 참고 자료에 따르면, "베타 입자는 속도가 빠르기 때문에 원격(남반구) 반구의 베타 오로라는 폭발이 발생한 반구의 오로라보다 수십 분의 1초 이내에 나타났다. 그러나 잔해 이온은 더 느리게 이동하므로 원격 반구의 잔해 오로라가 형성되면 다소 늦게 나타난다. 베타 오로라는 일반적으로 30~60마일 고도에서 가장 강한 반면, 잔해 오로라의 강도는 60~125마일 범위에서 가장 크다. 폭발 고도가 25마일 이상이면 원격 켤레 베타 오로라가 발생할 수 있지만, 잔해 오로라는 폭발 고도가 약 200마일을 초과할 때만 나타난다."
지구 자기장 선을 따라 이동하는 전하를 띤 입자 중 일부는 켤레 영역에서 오로라 및 기타 지구 물리학적 현상을 일으킨다. 다른 전하를 띤 입자는 자기장 선을 따라 반사되어 장기간(최대 수개월 또는 그 이상) 지속되어 인공 방사선대를 형성할 수 있다.
1961년 11월 피시볼 작전 계획 문서에 따르면, "시간 및 스펙트럼으로 분해된 사진으로부터 많은 귀중한 데이터를 얻을 수 있으므로, 오로라 사진 촬영 조건이 가장 좋은 야간에 실험을 수행해야 한다." 모든 미국 태평양 고고도 핵실험과 마찬가지로, 피시볼 작전의 모든 실험은 밤에 완료되었다. 이는 소련 K 핵실험 프로젝트의 고고도 핵실험과는 대조적이다. 소련의 실험은 중앙 카자흐스탄의 인구 밀집 지역에서 수행되었으므로, 고고도 핵폭발의 매우 밝은 섬광으로 인한 인구의 눈 손상을 피하기 위해 낮에 수행되어야 했다(이 기사의 서론에서 논의된 바와 같이).

## 첫 번째 시도

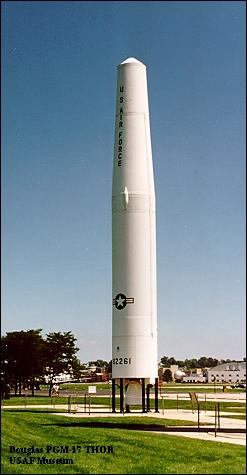
여기에 표시된 PGM-17 토르 미사일은 피시볼 작전의 블루길, 스타피시, 킹피시 핵실험의 모든 시도에서 핵탄두 발사에 사용된 토르 미사일과 매우 유사하다.

피시볼 작전의 초기 계획에 따르면, 핵실험은 블루길, 스타피시, 우라카 순서로 진행될 예정이었다. 실험이 실패할 경우, 동일한 실험의 다음 시도는 동일한 이름에 "프라임"이라는 단어를 추가하여 명명되었다. 블루길이 실패하면 다음 시도는 블루길 프라임이 되고, 블루길 프라임이 실패하면 다음 시도는 블루길 더블 프라임 등이 된다.

### 블루길
피시볼 작전의 첫 계획된 실험은 1962년 6월 2일이었다. 자정 직후 토르 미사일에 실린 핵탄두가 존스턴섬에서 발사되었다. 토르 미사일은 정상적인 궤도를 따르는 것처럼 보였지만, 레이더 추적 시스템이 미사일을 놓쳤다. 그 지역에 많은 수의 선박과 항공기가 있었기 때문에 미사일이 안전한 궤도에 있는지 예측할 방법이 없어서 사거리 안전 담당관들은 핵탄두가 장착된 미사일을 파괴하라고 명령했다. 핵폭발은 발생하지 않았고 데이터도 얻지 못했지만, 후속 조사 결과 토르는 실제로 적절한 비행 궤도를 따르고 있었음이 밝혀졌다.:247

### 스타피시
피시볼 작전의 두 번째 계획된 실험은 1962년 6월 19일이었다. 존스턴섬에서 핵탄두가 장착된 토르 미사일의 발사는 자정 직전에 이루어졌다. 토르 미사일은 59초 동안 정상 궤도를 비행한 후, 로켓 엔진이 갑자기 멈추고 미사일이 분해되기 시작했다. 사거리 안전 담당관은 미사일과 핵탄두의 파괴를 명령했다. 미사일은 파괴될 때 고도 30,000에서 35,000피트(9.1에서 10.7km) 사이에 있었다.
미사일 부품 중 일부는 존스턴섬에 떨어졌고, 많은 미사일 잔해가 섬 주변 해역에 떨어졌다. 해군 폭발물 처리반과 수중 폭파팀 잠수부들은 다음 2주 동안 미사일 조립체 약 250조각을 회수했다. 잔해 중 일부는 플루토늄으로 오염되어 있었다. 불필요한 인력은 실험 중에 존스턴섬에서 대피되었다.

### 스타피시 프라임
1962년 7월 9일 협정 세계시 09:00:09, 즉 존스턴섬 현지 시간으로 7월 8일 밤 10시 9초 후, 스타피시 프라임 실험이 고도 400 킬로미터 (250 mi)에서 성공적으로 폭발했다. 폭발 지점의 좌표는 북위 16도 28분, 서경 169도 38분이었다(존스턴섬 남서쪽 30km, 약 18마일). 실제 무기 위력은 설계 위력에 매우 근접했으며, 다양한 출처에서 1.4에서 1.45 메가톤 (6.0 PJ)의 매우 좁은 범위의 값으로 설명되었다.
스타피시 프라임 탄두를 실은 토르 미사일은 실제로 약 1100km(680마일 이상)의 최고 고도(정점)에 도달했으며, 탄두는 프로그램된 고도인 400 킬로미터 (250 mi)로 떨어졌을 때 하강 궤도에서 폭발했다. 핵탄두는 토르 미사일 이륙 후 13분 41초에 폭발했다.
스타피시 프라임은 예상보다 훨씬 큰 전자기 펄스 (EMP)를 유발하여 계측기의 대부분이 범위를 벗어나 정확한 측정에 큰 어려움을 겪었다. 스타피시 프라임 전자기 펄스는 또한 폭발 지점에서 약 1,445 킬로미터 (900 mi) 떨어진 하와이에서 전기 피해를 일으켜 약 300개의 가로등을 끄고 수많은 도난 경보를 울리며 전화 회사 마이크로웨이브 링크를 손상시켜 이러한 효과를 대중에게 알렸다 (폭발 시간은 하와이 시간으로 밤 11시 9초 후였다).
핵탄두를 실은 토르 미사일 발사 2시간 45분 전 첫 번째 보조 로켓이 발사되었으며, 총 27개의 관측 로켓이 존스턴섬에서 발사되어 실험 데이터를 얻었다. 이 소형 계측 로켓의 대부분은 탄두를 실은 주 토르 미사일 발사 직후 발사되었다. 또한, 하와이 제도 바킹 샌즈, 카우아이섬의 발사 구역에서 다수의 로켓 탑재 계측기가 발사되었다.
존스턴섬 지역과 인근 북태평양 지역에서 USAS 아메리칸 마리너 주 계측선이 RCA 서비스 회사와 반즈 엔지니어링 회사에서 제공한 인력에 의해 측정을 수행하는 등 매우 많은 수의 미국 군함과 항공기가 스타피시 프라임을 지원하기 위해 운용되었다. 몇몇 군함과 항공기는 실험을 위해 사모아 제도 근처의 남쪽 켤레 영역에도 배치되었다. 또한, 소련의 초대받지 않은 관측선이 실험을 위해 존스턴섬 근처에 배치되었고, 또 다른 소련 과학 탐험선이 남쪽 켤레 영역에 위치했다. 이는 향후 모든 해양 핵실험의 영구적인 특징이 되었다.
스타피시 프라임 폭발 후, 폭발 지점뿐만 아니라 폭발 지점에서 적도 반대편의 남쪽 켤레 영역에서도 밝은 오로라가 관측되었다. 첫 번째 기술 보고서 중 하나에 따르면, "폭발로 인한 가시 현상은 광범위하고 매우 강렬했다. 태평양의 매우 넓은 지역이 오로라 현상에 의해 밝혀졌으며, 남쪽 자기 켤레 영역(통가타푸섬) 훨씬 남쪽부터 폭발 지역을 거쳐 북쪽 켤레 영역(프렌치 프리깃 쇼알스) 훨씬 북쪽까지 이어졌다. ... 폭발 후 황혼 무렵, 존스턴과 프렌치 프리깃 쇼알스에서 리튬 및 기타 잔해로부터의 빛의 공명 산란이 여러 날 동안 관측되어 대기 중에 잔해가 오랫동안 존재함을 확인했다. 흥미로운 부작용은 뉴질랜드 왕립 공군이 폭탄에서 나온 빛 덕분에 대잠수함 작전에서 도움을 받았다는 것이다."
스타피시 프라임 방사선대는 수개월 동안 높은 고도에 남아 있었고, 미국 위성인 트라액, 트랜싯 4B, 인준 I, 텔스타 I과 영국 위성인 아리엘에 손상을 입혔다. 또한 소련 위성인 코스모스 5호에도 손상을 입혔다. 이 모든 위성은 스타피시 폭발 후 몇 달 이내에 완전히 고장났다. 또한 스타피시 프라임 방사선대가 익스플로러 14, 익스플로러 15, 릴레이 1 위성에도 손상을 입혔을 수 있다는 증거가 있다. 스타피시 프라임 방사선으로 명백히 손상된 위성 중 텔스타 I은 가장 오래 지속되었으며, 1963년 2월 21일에 완전히 고장났다.

2010년, 미국 국방위협감소국은 미국에 대한 전자기 펄스 공격 위협 평가 위원회를 지원하기 위해 작성된 보고서를 발행했다. "EMP 공격으로 인한 위성 부수적 손상"이라는 제목의 이 보고서는 스타피시 프라임 인공 방사선대와 다른 역사적인 핵 사건들이 인공 방사선대를 유발하고 그 당시 궤도에 있던 많은 위성에 미친 영향에 대해 자세히 논의한다. 같은 보고서는 또한 2010년 기준으로 궤도에 있는 위성들에 대한 하나 이상의 현재 고고도 핵폭발이 인공 방사선대 형성에 미치는 영향과 그에 따른 예상되는 영향도 예측한다.

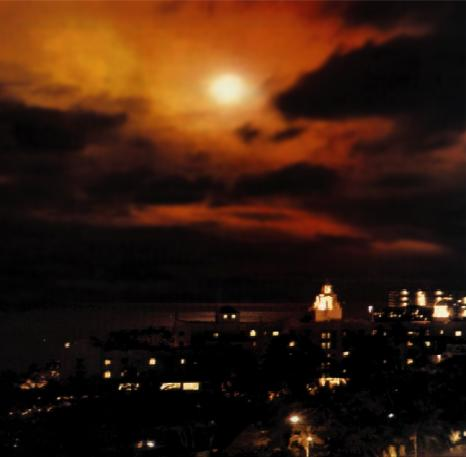
하와이에서 본 스타피시 프라임
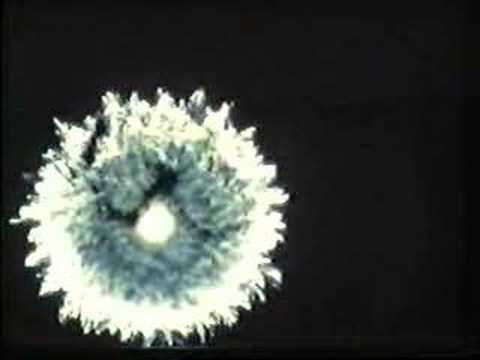
스타피시 프라임 현상: 토로이드 구름
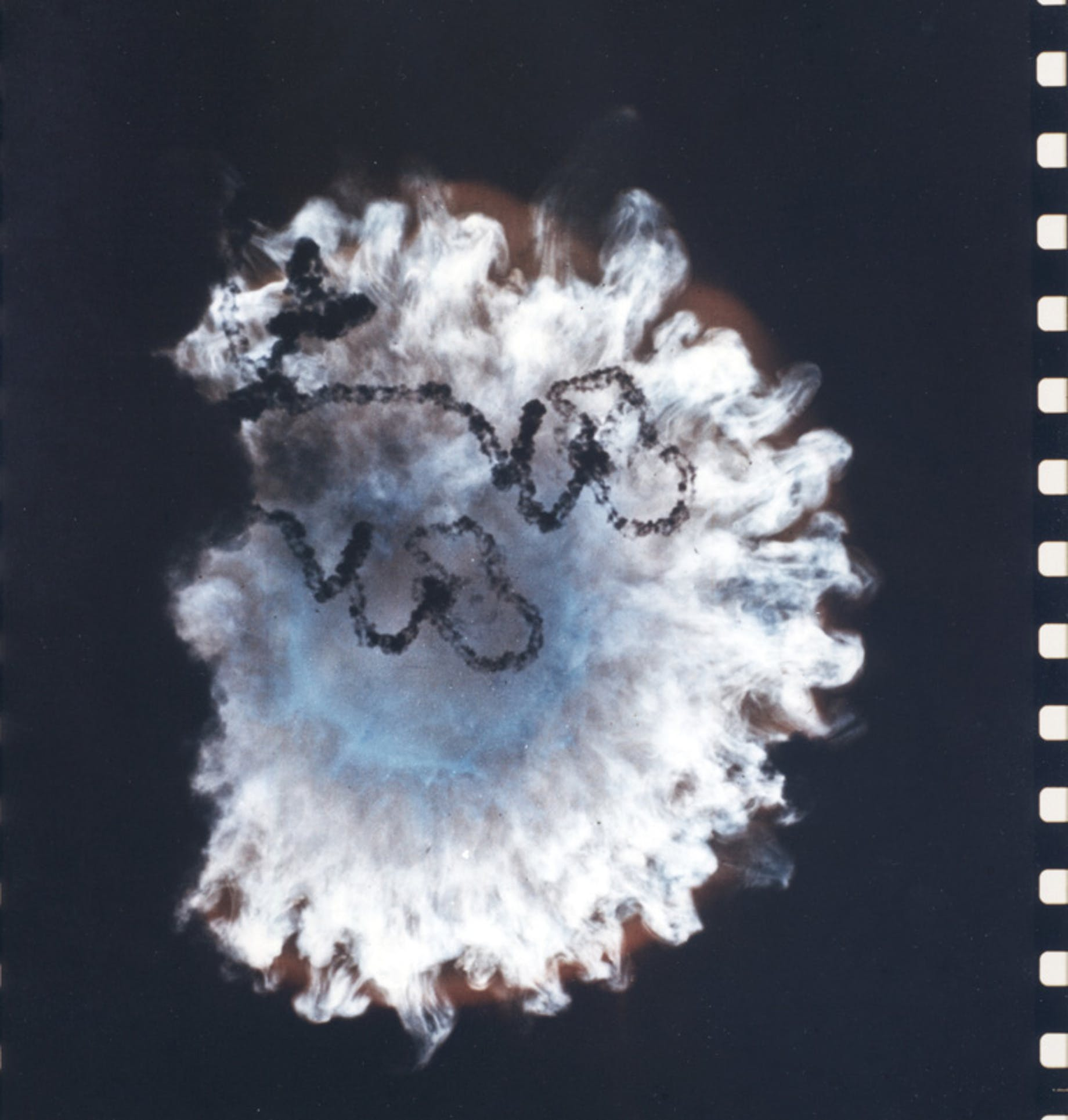
스타피시 프라임 핵실험의 35mm 필름 프레임

### 블루길 프라임
1962년 7월 25일, 블루길 장치를 발사하려는 두 번째 시도가 있었지만, LOX가 연소실로 흐르는 것을 막는 밸브가 막히면서 재앙으로 끝났다. 엔진은 추진력을 잃었고 미연소 RP-1이 뜨거운 추진실로 흘러내려 불이 붙어 미사일 바닥 주변에 화재가 발생했다. 토르 미사일이 화염에 휩싸이자 사거리 안전 담당관은 파괴 명령을 내렸고, 이는 로켓을 두 동강 내고 두 연료 탱크를 파열시켜 미사일을 완전히 파괴하고 발사대를 심하게 손상시켰다. 핵탄두의 폭발물도 비대칭적으로 폭발하여 중간 정도의 방사성 코어 물질을 주변에 뿌렸다.
우발적인 핵폭발의 위험은 거의 없었지만, 발사대에서의 핵탄두 파괴는 알파 방출 코어 물질에 의한 지역 오염을 유발했다. 케이블 트렌치를 통해 흐르는 연소 로켓 연료는 트렌치와 트렌치 내 케이블 관련 장비에 광범위한 화학적 오염을 일으켰다.
존스턴섬의 방사능 오염은 심각한 문제로 판단되었고, 심하게 손상된 발사대를 재건하기 전에 전체 지역을 제염해야 했다.

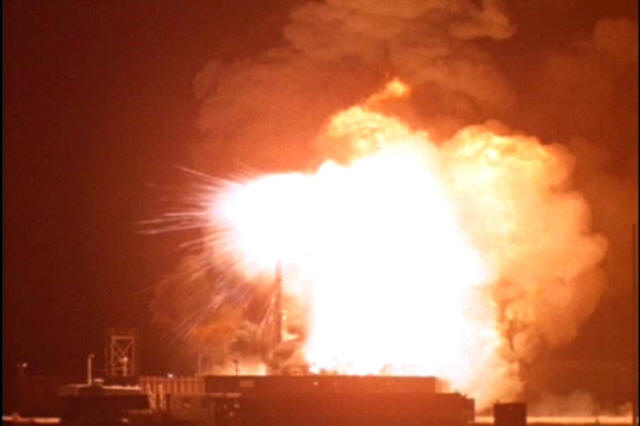
블루길 프라임 작전 중 토르 미사일 발사 실패 및 폭발로 존스턴섬이 플루토늄으로 오염됨
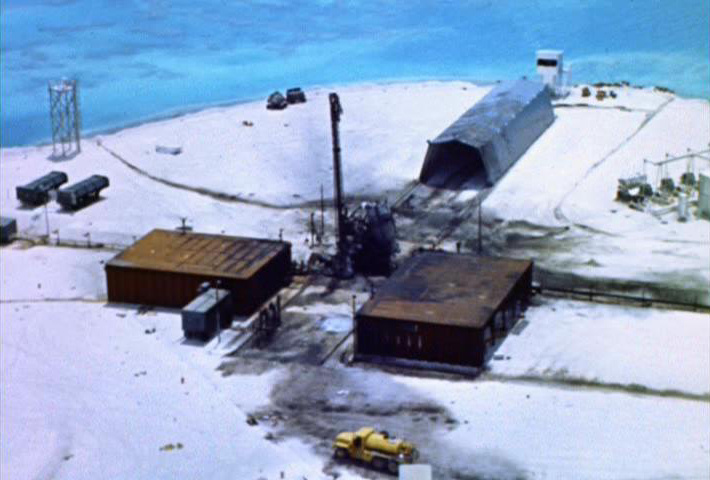
1962년 7월 25일 블루길 프라임 작전 중 토르 미사일 발사 실패로 오염된 발사 지점 1
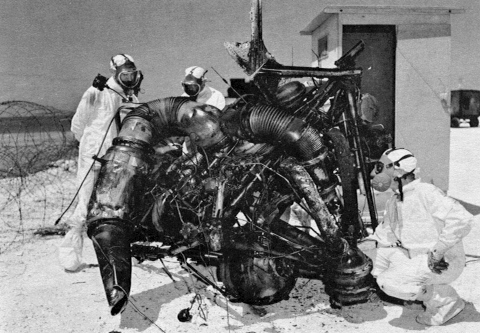
블루길 프라임 화재 후 존스턴섬의 방사능 오염 후 토르 엔진 부품 검사.

## 작전 중단
피시볼 작전의 실험은 블루길 프라임의 비극적인 실패 이후 중단되었고, 존스턴섬의 방사능 오염 제거 및 발사대 재건에 직접적으로 관여하지 않은 대부분의 인력은 실험 재개를 기다리기 위해 본국 기지로 돌아갔다.
도미닉 I 작전 보고서에 따르면, "강제된 중단은 국방부가 피시볼 시리즈의 나머지 부분을 재계획할 수 있게 해주었다. 우라카 사건은 위성에 대한 추가 피해를 피하기 위해 취소되었고 세 개의 새로운 폭발이 추가되었다." 작전 중단 기간 동안 두 번째 발사대가 건설되어 다른 심각한 사고가 발생할 경우 피시볼 작전이 계속될 수 있도록 했다.

## 피시볼 시리즈의 계속
거의 3개월 간의 중단 후, 피시볼 작전은 블루길 실험의 또 다른 시도로 계속될 준비가 되었다.

### 블루길 더블 프라임
블루길 프라임 실패 후 82일, 1962년 10월 15일 밤 존스턴섬 현지 시간으로 자정 약 30분 전 (10월 16일 UTC), 블루길 실험에 대한 또 다른 시도가 이루어졌다. 토르 미사일은 오작동하여 발사 85초 후 통제 불능 상태로 기울기 시작했고, 사거리 안전 담당관은 발사 95초 후 미사일과 핵탄두의 파괴를 명령했다.:241

### 체크메이트
1962년 10월 19일, 존스턴섬 현지 시간으로 자정 약 90분 전, XM-33 스트리피 로켓이 저위력 핵탄두를 발사하여 고도 147 킬로미터 (91 mi)에서 성공적으로 폭발했다. 위력과 폭발 고도가 원하는 값에 매우 근접했다고 보고되었지만, 대부분의 공식 문서에 따르면 정확한 핵 위력은 여전히 기밀로 분류되어 있다. 공개 문헌에서는 단순히 20킬로톤 미만으로 보고되어 있다. 그러나 한 미국 연방 정부 보고서는 체크메이트 실험 위력을 10킬로톤으로 보고했다.

"존스턴섬 관측자들은 머리 위로 형성된 피처럼 붉은 고리로 둘러싸인 녹색과 파란색의 원형 지역이 1분 이내에 사라지는 것을 보았다. 청록색 줄무늬와 수많은 분홍색 줄무늬가 형성되었는데, 후자는 30분 동안 지속되었다. 사모아의 관측자들은 흰색 섬광을 보았는데, 이는 주황색으로 바래지더니 약 1분 만에 사라졌다."라고 보고되었다.:241

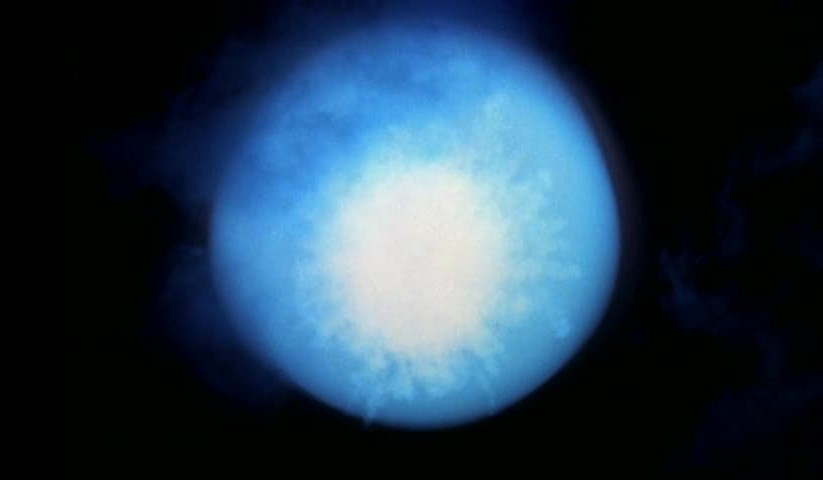
도미닉 작전/피시볼 - 체크메이트 폭발.
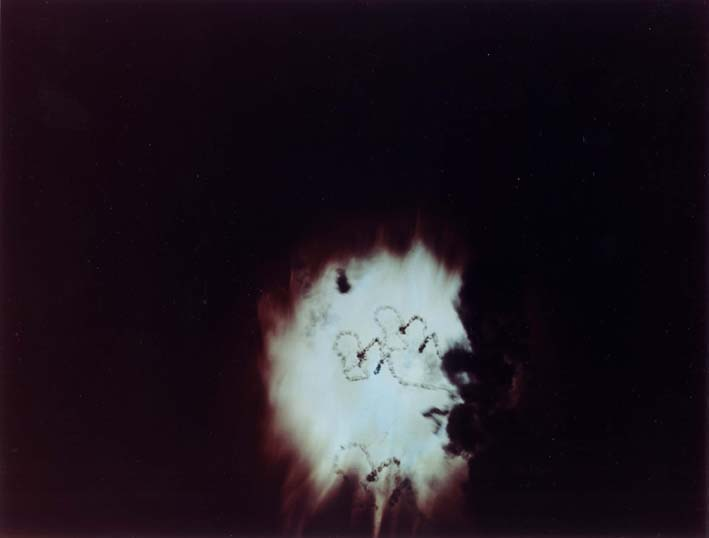
도미닉 작전/피시볼 - 체크메이트 폭발.

### 블루길 트리플 프라임
블루길 실험의 네 번째 시도는 1962년 10월 25일 (존스턴섬 시간) 토르 미사일로 발사되었다. 이는 현지 시간으로 자정 약 1분 전 (공식 협정 세계시는 1962년 10월 26일 0959시) 서브메가톤 핵탄두의 성공적인 폭발로 이어졌다. 공식적으로는 서브메가톤 범위 (200킬로톤 이상 1메가톤 미만)로 보고되었으며, 미국 핵실험 프로그램의 대부분의 관측자들은 핵 위력이 약 400킬로톤이라고 믿고 있다. 한 미국 연방 정부 보고서는 실험 위력을 200킬로톤으로 보고했다.
피시볼 작전의 모든 실험이 밤에 이루어질 계획이었기 때문에, 특히 영구적인 망막 손상과 같은 눈 손상 가능성은 모든 계획 단계에서 중요한 고려 사항이었다. 잠재적인 눈 손상 문제에 대한 많은 연구가 진행되었다. 프로젝트의 공식 보고서 중 하나는 블루길, 킹피시, 체크메이트 실험에 계획된 고도의 경우 "열 펄스 지속 시간이 평균적인 사람의 자연 깜빡임 주기인 약 150밀리초와 비슷하거나 더 짧다. 또한, 대기 감쇠는 일반적으로 해수면 또는 해수면 근처 폭발의 경우보다 주어진 거리에서 훨씬 적다. 결과적으로 눈 손상 위험이 더 심각하다."라고 명시했다.
블루길 트리플 프라임 실험 중 존스턴섬의 군인들에게 두 건의 망막 손상이 발생했다. 두 사람 모두 폭발 순간에 보호 고글을 착용하지 않았다. 한 공식 보고서는 "첫 번째 사례에서는 중심 시력이 처음에 20/400이었으나 6개월 만에 20/25로 회복되었다. 두 번째 피해자는 운이 덜 좋았는데, 중심 시력이 20/60을 넘어서 개선되지 않았다. 병변 직경은 각각 0.35mm와 0.50mm였다. 두 사람 모두 즉각적인 시각 장애를 느꼈지만, 둘 다 무능해지지는 않았다."라고 밝혔다.
이전에 스타피시 프라임 실험 중에도 눈 손상 문제가 발생할 수 있다는 우려가 있었다. 카운트다운이 하와이의 라디오 방송국에서 재방송되었고, 많은 민간인들이 핵폭발이 일어나는 것을 지켜볼 것이기 때문이었다. 그러나 하와이에서는 그러한 문제가 보고되지 않았다.

### 킹피시
킹피시 폭발은 1962년 11월 1일 0210시(존스턴섬 시간)에 발생했으며, 피시볼 시리즈의 네 번째 성공적인 폭발이었다. 공식적으로는 서브메가톤 폭발(200킬로톤 이상 1메가톤 미만의 범위)로만 보고되었지만, 대부분의 독립 관측자들은 블루길 트리플 프라임 실험과 동일한 400킬로톤 탄두를 사용했다고 믿고 있다. 비록 한 미국 연방 정부 보고서는 실험 위력을 200킬로톤으로 보고했지만 말이다.
다른 피시볼 실험과 마찬가지로, 핵탄두를 실은 토르 로켓 외에도 존스턴섬에서 다양한 과학 장비를 탑재한 여러 소형 로켓이 발사되어 고고도 폭발의 영향을 모니터링했다. 킹피시 실험의 경우, 29개의 로켓이 존스턴섬에서 발사되었다.:247
공식 보고서에 따르면, 킹피시 폭발 당시 "존스턴섬 관측자들은 처음 1분 동안 강렬한 보라색 줄무늬가 있는 노란색-흰색의 빛나는 원을 보았다. 일부 줄무늬는 때때로 빠른 비틀림 움직임을 보이는 것처럼 보였다. 폭발 지점의 약간 남쪽에 크고 옅은 녹색 패치가 나타나 커졌고, 5분 후에는 주요 가시 특징이 되었다. H+1시에는 녹색이 칙칙한 회색으로 변했지만, 그 특징은 3시간 동안 지속되었다. 오아후섬에서는 밝은 섬광이 관측되었고 약 10초 후 거대한 흰색 공이 바다에서 천천히 떠오르는 것처럼 보였으며 약 9분 동안 보였다.":247
스타피시 프라임에서 EMP가 예상보다 훨씬 커서 대부분의 전자기 펄스 측정이 실패한 후, 블루길 트리플 프라임과 킹피시 실험에서는 정확한 EMP 측정을 얻기 위해 특별한 주의를 기울였다. 피시볼 작전 이전에 가정되었던 EMP 메커니즘은 스타피시 프라임 실험으로 결정적으로 반증되었다. 이러한 후속 실험에서 즉발 감마선 출력 측정 또한 고고도 EMP 메커니즘에 대한 새로운 이론을 개발하고 확인할 수 있도록 신중하게 얻어졌다. 핵 EMP 생성에 대한 이 새로운 이론은 1963년에 로스앨러모스 물리학자 콘래드 롱마이어에 의해 개발되었으며, 오늘날에도 사용되는 고고도 핵 EMP 이론이다.
2011년 초, 블루길 트리플 프라임과 킹피시의 EMP 파형과 즉발 감마선 출력은 여전히 기밀로 분류되어 있다. 비공개 보고서에 따르면 이러한 측정은 성공적으로 이루어졌으며, 고고도 EMP가 생성되는 메커니즘을 설명하는 후속 이론(현재 사용되는 이론)이 개발되었다는 것이 확인되었다. 이 새로운 이론은 블루길 트리플 프라임 및 킹피시 데이터와 일치하는 결과를 제공한다. (새로운 EMP 이론을 확인하기 위해 블루길 트리플 프라임과 킹피시 데이터를 실제로 사용하는 보고서는 콘래드 롱마이어의 비공개 보고서의 여전히 기밀로 분류된 파트 2이다.)

샌디아 국립 연구소 보고서에 따르면, 피시볼 작전 실험 중 생성된 EMP는 "스타피시와 체크메이트 폭발 시 무선 수신기 입력 회로 문제, 스타피시, 체크메이트, 블루길 시 후방 유선 안테나가 장착된 비행기 서지 피뢰기 작동, 그리고 오아후 가로등 사고"를 유발했다. ("오아후 가로등 사고"는 스타피시 프라임 폭발로 인해 호놀룰루에서 꺼진 300개의 가로등을 의미한다.)

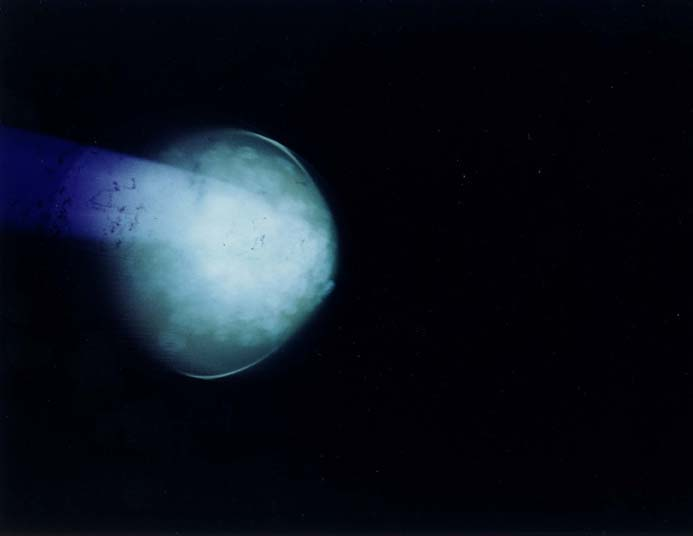
도미닉 작전 - 킹피시 폭발. 폭발 고도: 96300m. 위력: 400kt.
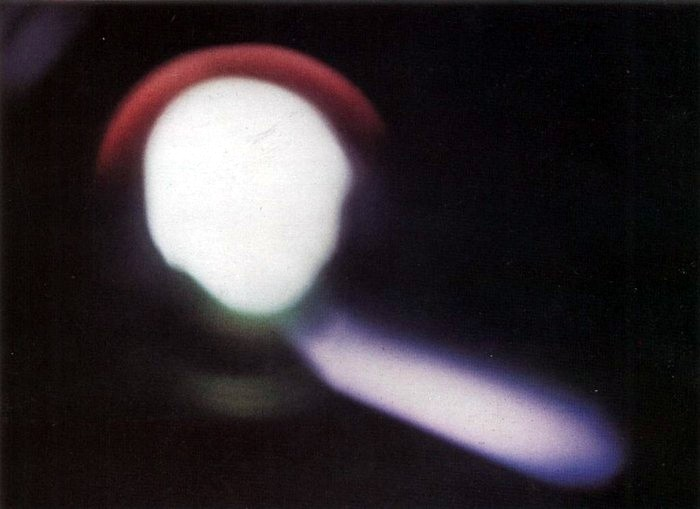
도미닉 작전 - 킹피시 폭발. 폭발 고도: 96300m. 위력: 400kt.

### 타이트로프
피시볼 작전의 마지막 실험은 1962년 11월 3일 2130시(존스턴섬 현지 시간 밤 9시 30분)에 폭발했다 (공식 기록 시간과 날짜는 1962년 11월 4일 UTC 0730시). MIM-14 나이키-허큘리스 미사일에 실려 52포병연대 2미사일대대 B포대에 의해 발사되었으며, 다른 피시볼 실험보다 낮은 고도에서 폭발했다. 공식적으로 피시볼 작전 실험 중 하나였지만, 낮은 폭발 고도 때문에 고고도 핵실험 목록에 포함되지 않는 경우도 있다. 핵 위력은 대부분의 공식 문서에서 20킬로톤 미만으로만 보고되었다. 한 미국 연방 정부 보고서는 타이트로프 실험 위력을 10킬로톤으로 보고했다.
"존스턴섬에서는 강렬한 흰색 섬광이 있었다. 고밀도 고글을 착용했음에도 불구하고, 폭발은 몇 초 동안도 볼 수 없을 정도로 너무 밝았다. 맨살에도 분명한 열 펄스가 느껴졌다. 노란색-주황색 원반이 형성되었고, 이는 보라색 도넛으로 변했다. 희미하게 빛나는 보라색 구름이 몇 분 동안 희미하게 보였다."
타이트로프 실험을 지원하기 위해 존스턴섬에서 7개의 관측 로켓이 발사되었으며, 이는 미국이 수행한 마지막 대기권 실험이었다.

## 표
| 이름                        | 날짜 시간 (UT)            | 현지 시간대                                                          | 위치 | 표고 + 높이                     | 운반 목적                         | 장치             | 위력                    | 낙진 | 참고                                     | 비고 |
| --------------------------- | ------------------------- | -------------------------------------------------------------------- | --- | ------------------------------- | --------------------------------- | ---------------- | ----------------------- | ---- | ---------------------------------------- | --- |
| 블루길 (중단됨)             | 1962년 6월                | JAMST (–11 hrs) 도미닉, 피시볼, HT I 기간 동안 사용된 것으로 추정됨. | 존스턴섬, 존스턴 환초 ~ | N/A +                           | 고고도 로켓 (30–80 km), 무기 효과 | W50              | 미상 위력               |      | [ 9 ] [ 23 ] [ 24 ] [ 25 ]               | 블루길 첫 시도; RSO는 발사 전 문제가 있었고, 5분 만에 추적을 잃었다. 의도된 폭발 시간 전에 T+15분에서 파괴되었다.                                                                                |
| 스타피시 (중단됨)           | 1962년 6월 20일           | JAMST (–11 hrs) 도미닉, 피시볼, HT I 기간 동안 사용된 것으로 추정됨. | 존스턴섬, 존스턴 환초 ~ | N/A +                           | 우주 로켓 (> 80 km), 무기 효과    | W49              | 미상 위력               |      | [ 9 ] [ 23 ] [ 24 ] [ 25 ] [ 26 ]        | 스타피시 첫 시도; 로켓이 59초에 실패하고 RSO에 의해 65초에 파괴됨, 핵 반응 없이 핵무기가 단일 지점 실패.                                                                                         |
| 스타피시 프라임             | 1962년 7월 9일 09:00:09   | JAMST (–11 hrs) 도미닉, 피시볼, HT I 기간 동안 사용된 것으로 추정됨. | 존스턴섬, 존스턴 환초에서 발사 북위 16° 44′ 01″ 서경 169° 31′ 31″ / 북위 16.73365° 서경 169.52534° , 표고: 3 + 0 m (9.8 + 0.0 ft); 존스턴섬, 존스턴 환초 상공에서 폭발 북위 16° 28′ 06″ 서경 169° 37′ 48″ / 북위 16.46842° 서경 169.63008° | N/A + 400.1 킬로미터 (248.6 mi) | 우주 로켓 (> 80 km), 무기 효과    | W49              | 1.4 TNT 메가톤 (5.9 PJ) |      | [ 9 ] [ 23 ] [ 24 ] [ 25 ] [ 26 ] [ 28 ] | 피시볼; 고고도 효과 실험, W-49 탄두/Mk-4 RV 토르 미사일. 하와이, 콰잘레인 (1,600 mi (2,600 km) 떨어진 곳)에서 폭발 목격, 오아후에서 EMP 효과. 텔스타 I을 포함한 여러 위성을 방사선대로 손상시킴. |
| 우라카 (취소됨)             | (원래 예정일) 1962년 6월  | JAMST (–11 hrs) 도미닉, 피시볼, HT I 기간 동안 사용된 것으로 추정됨. | 존스턴섬, 존스턴 환초 ~ | N/A +                           | 우주 로켓 (> 80 km), 무기 효과    |                  | 미상 위력               |      | [ 29 ]                                   | 우주비행사와 위성에 대한 피해 우려로 인해 매우 높은 고도의 토르 미사일 운반 1Mt 폭탄 실험 취소.                                                                                                  |
| 블루길 프라임 (중단됨)      | 1962년 7월                | JAMST (–11 hrs) 도미닉, 피시볼, HT I 기간 동안 사용된 것으로 추정됨. | 존스턴섬, 존스턴 환초 ~ | N/A +                           | 고고도 로켓 (30–80 km), 무기 효과 | W50              | 미상 위력               |      | [ 9 ] [ 23 ] [ 24 ] [ 25 ]               | 블루길 두 번째 시도; 엔진 밸브 오작동으로 발사 중단, RSO가 발사대에서 파괴. 오염된 발사대 전체 재건 필요.                                                                                        |
| 블루길 더블 프라임 (중단됨) | 1962년 10월               | JAMST (–11 hrs) 도미닉, 피시볼, HT I 기간 동안 사용된 것으로 추정됨. | 존스턴섬, 존스턴 환초 ~ | N/A +                           | 고고도 로켓 (30–80 km), 무기 효과 | W50              | 미상 위력               |      | [ 9 ] [ 23 ] [ 24 ] [ 25 ]               | 블루길 세 번째 시도; 86초에 부스터 고장으로 로켓이 기울기 시작, RSO가 156초에 로켓 파괴. 존스턴섬에 일부 잔해 떨어짐.                                                                            |
| 체크메이트                  | 1962년 10월 20일 08:30:00 | JAMST (–11 hrs) 도미닉, 피시볼, HT I 기간 동안 사용된 것으로 추정됨. | 존스턴섬, 존스턴 환초에서 발사 북위 16° 44′ 01″ 서경 169° 31′ 31″ / 북위 16.73365° 서경 169.52534° , 표고: 3 + 0 m (9.8 + 0.0 ft); 존스턴섬, 존스턴 환초 상공에서 폭발 북위 16° 04′ 21″ 서경 169° 36′ 36″ / 북위 16.07239° 서경 169.60997° | N/A + 147.3 킬로미터 (91.5 mi)  | 우주 로켓 (> 80 km), 무기 효과    | XW50X1, (-Y1 ?)  | 10 TNT 킬로톤 (42 TJ)   |      | [ 9 ] [ 23 ] [ 24 ] [ 25 ] [ 28 ]        | 고고도 효과 폭발, 리크루트 부스터가 장착된 XM-33 스트라이피 로켓. |
| 블루길 트리플 프라임        | 1962년 10월 26일 09:59:48 | JAMST (–11 hrs) 도미닉, 피시볼, HT I 기간 동안 사용된 것으로 추정됨. | 존스턴섬, 존스턴 환초에서 발사 북위 16° 44′ 01″ 서경 169° 31′ 31″ / 북위 16.73365° 서경 169.52534° , 표고: 3 + 0 m (9.8 + 0.0 ft); 존스턴섬, 존스턴 환초 상공에서 폭발 북위 16° 24′ 57″ 서경 169° 36′ 11″ / 북위 16.41583° 서경 169.60311° | N/A + 48.32 킬로미터 (30.02 mi) | 고고도 로켓 (30–80 km), 무기 효과 | W50              | 200 TNT 킬로톤 (840 TJ) |      | [ 9 ] [ 23 ] [ 24 ] [ 25 ] [ 28 ]        | 4번째 시도. 토르 미사일 성공적으로 발사, 어도비, 아즈텍, 킹피시와 유사. 적은 EMP 기록. 군인 2명 눈 부상.                                                                                         |
| 킹피시                      | 1962년 11월 1일 12:10:06  | JAMST (–11 hrs) 도미닉, 피시볼, HT I 기간 동안 사용된 것으로 추정됨. | 존스턴섬, 존스턴 환초에서 발사 북위 16° 44′ 01″ 서경 169° 31′ 31″ / 북위 16.73365° 서경 169.52534° , 표고: 3 + 0 m (9.8 + 0.0 ft); 존스턴섬, 존스턴 환초 상공에서 폭발 북위 16° 06′ 49″ 서경 169° 40′ 56″ / 북위 16.1135° 서경 169.6822°   | N/A + 97.24 킬로미터 (60.42 mi) | 우주 로켓 (> 80 km), 무기 효과    | W50, -Y2 또는 Y3 | 200 TNT 킬로톤 (840 TJ) |      | [ 9 ] [ 23 ] [ 24 ] [ 25 ] [ 28 ]        | 토르 미사일 발사, 어도비, 아즈텍, 블루길 트리플 프라임과 유사. 중앙 태평양 전역에서 목격, 3시간 전리층 간섭.                                                                                     |
| 타이트로프                  | 1962년 11월 4일 07:30:00  | JAMST (–11 hrs) 도미닉, 피시볼, HT I 기간 동안 사용된 것으로 추정됨. | 존스턴섬, 존스턴 환초에서 발사 북위 16° 44′ 01″ 서경 169° 31′ 31″ / 북위 16.73365° 서경 169.52534° , 표고: 3 + 0 m (9.8 + 0.0 ft); 존스턴섬, 존스턴 환초 상공에서 폭발 북위 16° 42′ 27″ 서경 169° 32′ 33″ / 북위 16.70742° 서경 169.54242° | N/A + 21.03 킬로미터 (13.07 mi) | 고고도 로켓 (30–80 km), 무기 효과 | W31              | 10 TNT 킬로톤 (42 TJ)   |      | [ 9 ] [ 23 ] [ 24 ] [ 25 ] [ 28 ]        | 나이키 허큘리스 미사일에 탑재된 방공 탄두, 미국 마지막 대기권 실험, 미사일 방어 시스템 실험, 성공. PTBT 이전 마지막 진정한 미국 "대기권" 실험.                                                   |

1. ↑  미국, 프랑스, 영국은 자신들의 실험에 코드명을 붙였지만, 소련과 중국은 그러지 않아 실험 번호만 존재한다 (일부 예외 – 소련의 평화적 폭발은 이름이 붙여짐). 이름이 고유 명사가 아닌 경우 괄호 안에 영어로 번역된 단어. 대시 뒤의 숫자는 일제히 발사된 실험 중 하나를 나타낸다. 미국은 때때로 그러한 일제히 발사된 실험의 개별 폭발에도 이름을 붙여 "이름1 – 1(이름2와 함께)"과 같이 된다. 실험이 취소되거나 중단된 경우, 날짜 및 위치와 같은 행 데이터는 알려진 경우 의도된 계획을 공개한다.
2. ↑  UT 시간을 표준 현지 시간으로 변환하려면 괄호 안의 시간 수를 UT 시간에 더한다. 현지 일광 절약 시간의 경우 1시간을 추가로 더한다. 결과가 00:00보다 이르면 24시간을 더하고 날짜에서 1을 뺀다. 24:00 이상이면 24시간을 빼고 날짜에 1을 더한다. 역사적 시간대 데이터는 IANA 시간대 데이터베이스에서 얻었다.
3. ↑  대략적인 지명과 위도/경도 참조; 로켓 발사 실험의 경우, 알려져 있다면 폭발 위치 이전에 발사 위치가 명시된다. 일부 위치는 매우 정확하지만, 다른 위치(예: 공중 투하 및 우주 폭발)는 상당히 부정확할 수 있다. "~"는 해당 지역의 다른 실험과 공유하는 대략적인 형식적 위치를 나타낸다.
4. ↑  표고는 폭발 지점 바로 아래의 해수면 기준 지면 높이이며, 높이는 탑, 풍선, 수직갱, 터널, 공중 투하 또는 기타 장치에 의해 추가되거나 빼진 거리이다. 로켓 폭발의 경우 지면 높이는 "해당 없음"이다. 어떤 경우에는 높이가 절대적인지 지면에 상대적인지 명확하지 않다. 예를 들어 플럼밥/존. 숫자나 단위가 없으면 값이 알 수 없음을 나타내고, "0"은 0을 의미한다. 이 열의 정렬은 표고와 높이를 합한 값으로 한다.
5. ↑  대기, 공중 투하, 풍선, 총, 순항 미사일, 로켓, 지표, 탑, 바지선은 모두 부분적 핵실험 금지 조약에 의해 금지된다. 밀폐된 수직갱과 터널은 지하이며, PTBT 하에서도 유용하게 사용되었다. 의도적인 분화구 생성 실험은 경계선에 있으며, 조약 하에서 발생했고 때로는 항의를 받았지만, 실험이 평화적 용도로 선언되면 일반적으로 간과되었다.
6. ↑  무기 개발, 무기 효과, 안전 실험, 운송 안전 실험, 전쟁, 과학, 공동 검증, 산업/평화적 용도를 포함하며, 추가로 세분화될 수 있다.
7. ↑  알려진 경우 실험 항목의 명칭, "?"는 앞선 값에 대한 불확실성을 나타내고, 특정 장치의 별명은 따옴표 안에 표시된다. 이 정보 범주는 종종 공식적으로 공개되지 않는다.
8. ↑  추정 에너지 위력은 톤, 킬로톤, 메가톤 단위이다. 1톤의 TNT 환산량은 4.184 기가줄 (1 기가칼로리)로 정의된다.
9. ↑  알려진 경우 즉발 중성자를 제외한 대기 중 방사성 방출. 언급된 경우 측정된 종은 요오드-131에 한하며, 그렇지 않으면 모든 종이다. 항목이 없으면 알 수 없음을 의미하며, 지하인 경우 아마도 없을 것이고, 그렇지 않으면 "모든" 종이다. 알려진 경우 현장 또는 현장 외에서 측정되었는지 여부와 방출된 방사능의 측정량을 표시한다.

## 같이 보기
- 전자기학
- 지자기 폭풍

## 참고 문헌
1. ↑  Lewis, Jeffrey (2004). 《The minimum means of reprisal: China's search for security in the nuclear age》.
2. ↑  “Operation Dominic”. Nuclear Weapon Archive. 2010년 1월 18일에 확인함.
3. ↑  Defense's Nuclear Agency 1947–1997. p. 139. Defense Threat Reduction Agency, 2002
4. 1 2  Conrad, Edward E., et al. "Collateral Damage to Satellites from an EMP Attack" Report DTRA-IR-10-22, Defense Threat Reduction Agency. August 2010 보관됨 12월 10, 2020 - 웨이백 머신 (Retrieved January 20, 2014)
5. ↑  “Defense Atomic Support Agency. Project Officer's Interim Report: STARFISH Prime. Report ADA955694. August 1962” (PDF). 2010년 11월 5일에 원본 문서 (PDF)에서 보존된 문서. 2009년 12월 28일에 확인함.
6. 1 2  “Air Force Special Weapons Center. "Preliminary Plan for Operation Fishbowl." Report ADA469481, Kirtland Air Force Base, New Mexico. November 1961.” (PDF). 2011년 6월 4일에 원본 문서 (PDF)에서 보존된 문서. 2010년 1월 28일에 확인함.
7. 1 2  Glasstone, Samuel and Dolan, Philip J., The Effects of Nuclear Weapons. Chapter 2, sections 2.144 and 2.145. United States Department of Defense. 1977.
8. 1 2 3 4 5  Hoerlin, Herman "United States High-Altitude Test Experiences: A Review Emphasizing the Impact on the Environment" Report LA-6405, Los Alamos Scientific Laboratory. October 1976 보관됨 12월 10, 2020 - 웨이백 머신 Retrieved January 12, 2010
9. 1 2 3 4 5 6 7 8 9 10 11 12 13 14 15 16 17  Operation Dominic I (PDF) (보고서). Washington, D.C.: Defense Nuclear Agency. 1962. DNA 6040F. 2021년 3월 25일에 원본 문서 (PDF)에서 보존된 문서. 2021년 8월 5일에 확인함.
10. 1 2 3  “Vittitoe, Charles N., 'Did High-Altitude EMP Cause the Hawaiian Streetlight Incident?' Sandia National Laboratories. June 1989.” (PDF). 2014년 8월 21일에 원본 문서 (PDF)에서 보존된 문서. 2009년 12월 28일에 확인함.
11. ↑  Dyal, P., Air Force Weapons Laboratory. Report ADA995428. "Operation Dominic. Fish Bowl Series. Debris Expansion Experiment." December 10, 1965. p. 15. 보관됨 11월 5, 2010 - 웨이백 머신 Retrieved July 17, 2010
12. ↑  “United States Department of Defense. Report ADA955411. "A Quick Look at the Technical Results of Starfish Prime." August 1962.” (PDF). 2010년 11월 5일에 원본 문서 (PDF)에서 보존된 문서. 2010년 5월 7일에 확인함.
13. ↑  United States Central Intelligence Agency. National Intelligence Estimate. Number 11-2A-63. "The Soviet Atomic Energy Program." page 44.“CIA FOIA - Search Results”. 2008년 5월 1일에 원본 문서에서 보존된 문서. 2008년 4월 28일에 확인함.
14. ↑  United States Department of Defense. Report ADA955411. "A Quick Look at the Technical Results of Starfish Prime." August 1962. 보관됨 2월 12, 2010 - 웨이백 머신
15. ↑  Defense Nuclear Agency. Wenaas, E.P., Jaycor Report RE-78-2044-057. DNA Report ADA191291. "Spacecraft Charging Effects on Satellites Following Starfish Event." 보관됨 2월 12, 2010 - 웨이백 머신 Retrieved December 27, 2009
16. ↑  National Space Science Data Center: Telstar 1 보관됨 2월 14, 2020 - 웨이백 머신 Retrieved December 28, 2009
17. 1 2 3 4  “Allen, R.G., Jr., Project Officer. Report ADA995365. "Operation Dominic: Christmas and Fish Bowl Series. Project Officers Report. Project 4.1" March 30, 1965. p. 17.” (PDF). 2011년 6월 4일에 원본 문서 (PDF)에서 보존된 문서. 2010년 1월 22일에 확인함.
18. 1 2  “Johnston's Archive. High Altitude Nuclear Explosions”. 2010년 1월 9일에 원본 문서에서 보존된 문서. 2009년 12월 28일에 확인함.
19. ↑  “Longmire, Conrad L., "Fifty Odd Years of EMP", NBC Report, Fall/Winter, 2004. pp. 47–51. U.S. Army Nuclear and Chemical Agency” (PDF). 2015년 4월 2일에 원본 문서 (PDF)에서 보존된 문서. 2015년 3월 28일에 확인함.
20. 1 2  “Longmire, Conrad L., Theoretical Note 368. "Justification and Verification of High-Altitude EMP Theory, Part 1." Mission Research Corporation/Lawrence Livermore National Laboratory. June 1986. p. 3.” (PDF). 2010년 7월 18일에 원본 문서 (PDF)에서 보존된 문서. 2010년 2월 5일에 확인함.
21. ↑  “Time Zone Historical Database”. iana.com. March 11, 2014에 원본 문서에서 보존된 문서. March  8, 2014에 확인함.
22. 1 2 3 4 5 6 7 8 9 10  Hoerlin, Herman (October 1976), 《United States High-Altitude Test Experiences: A Review Emphasizing the Impact on the Environment》 (LA-6405), LA (Series) (Los Alamos, N.M.) 6405, Los Alamos Scientific Laboratory, 4쪽, hdl:2027/mdp.39015086460626  Reference for time zone at Johnston Island 1958–1962.
23. 1 2 3 4 5 6 7 8 9  Hansen, Chuck (1995), 《The Swords of Armageddon, Vol. 8》, Sunnyvale, CA: Chukelea Publications, ISBN 978-0-9791915-1-0
24. 1 2 3 4 5 6 7 8 9  《United States Nuclear Tests: July 1945 through September 1992》 (PDF) (DOE/NV-209 REV15), Las Vegas, NV: Department of Energy, Nevada Operations Office, 2000년 12월 1일, 2006년 10월 12일에 원본 문서 (PDF)에서 보존된 문서, 2013년 12월 18일에 확인함
25. 1 2 3 4 5 6 7 8 9  Yang, Xiaoping; North, Robert; Romney, Carl (August 2000), 《CMR Nuclear Explosion Database (Revision 3)》, SMDC Monitoring Research
26. 1 2  Norris, Robert Standish; Cochran, Thomas B. (1994년 2월 1일), “United States nuclear tests, July 1945 to 31 December 1992 (NWD 94-1)” (PDF), 《Nuclear Weapons Databook Working Paper》 (Washington, DC: Natural Resources Defense Council), 2013년 10월 29일에 원본 문서 (PDF)에서 보존된 문서, 2013년 10월 26일에 확인함
27. 1 2 3 4 5  DCI Briefing to Joint Chiefs of Staff (PDF) (보고서). 1963년 7월 30일. 19쪽. 2021년 11월 6일에 원본 문서 (PDF)에서 보존된 문서. 2021년 11월 6일에 확인함.
28. 1 2 3 4 5  Sublette, Carey, 《Nuclear Weapons Archive》, 2014년 1월 6일에 확인함
29. ↑  Conrad, Edward E.;  외. (August 2010), 《Collateral Damage to Satellites from an EMP Attack》 (PDF) (DTRA-IR-10-22), Defense Threat Reduction Agency, 2020년 12월 10일에 원본 문서 (PDF)에서 보존된 문서, 2014년 1월 20일에 확인함